# Warner Music Latina
Warner Music Latina (WML), reconocido también como Warner Music, es un prominente sello discográfico perteneciente al conglomerado Warner Music Group, especializado en la promoción y producción de música latina. Fundado en Miami, Florida, en 1987, ha sido una pieza fundamental en la difusión de la música latina en Estados Unidos y en toda la región hispanoamericana, abarcando países como Argentina, Chile, México y Puerto Rico.
Su labor se extiende a través de la distribución de álbumes y sencillos que abarcan una amplia variedad de géneros y artistas, consolidándose en la industria musical latina. Entre los artistas destacados que forman parte de su catálogo se encuentran figuras internacionales como Natanael Cano, Luis Miguel, Dua Lipa, María Becerra, Laura Pausini, Maná, Belinda, entre otros.